# Gernika (film, 2016)
Pour les articles homonymes, voir Guernica (homonymie).
Pour plus de détails, voir Fiche technique et Distribution.
Gernika est un film réalisé par Koldo Serra et sorti en 2016. C'est une histoire d'amour entre un journaliste américain et une jeune idéaliste basque avec la guerre d'Espagne et le bombardement de Guernica comme toile de fond.

## Synopsis
Bilbao en avril 1937, 9 mois après le début de la Guerre d'Espagne. Henry Howell est un correspondant américain célèbre pour son talent d'écriture et sa passion de la vérité. Cependant, depuis quelques années, il est devenu cynique et opportuniste, ne se préoccupant plus que de son image et de son prestige. Tout en couvrant les affrontements du côté des républicains, il rencontre une jeune idéaliste du nom de Teresa qui connaît bien son travail et l'accuse de s'être laissé embarquer et d'avoir perdu la passion.
Henry Howell s'inspire du journaliste britannique George Steer présent lors des évènements survenus à Guernica et dont le télégramme sur le bombardement de Gernika restera célèbre dans la sphère anglo-saxonne, inspirant le célèbre tableau de Picasso nommé Guernica.

## Lieux de tournage
Les lieux de tournage sont Bilbao dont la place devant le Théâtre Arriaga, Getxo, Barakaldo, Azpeitia et dans le Guipuscoa. Pour la reconstitution de la ville détruite de Gernika, le tournage s'est fait à Artziniega.

## Langues
C'est un film polyglotte. Dans la version originale, l'anglais est la langue principale du film et de narration. Les Russes parlent aussi anglais avec un accent russe et les Allemands de la Légion Condor en allemand. La population locale et les soldats républicains parlent très souvent en espagnol et rarement en basque. Entre Teresa et Karmen, Teresa et sa famille, c'est en basque.

## Distribution
- James D'Arcy : Henry Howell
- Jack Davenport : Vasyl
- María Valverde : Teresa
- Hugo Silva : Narrateur
- Irene Escolar : Cousine Isabel (de Tesera)
- Ingrid García Jonsson : Marta
- J. P. Assböck : W. von Richthofen
- Álex García : Marco
- Bárbara Goenaga : Karmen
- Julián Villagrán : Pierre
- Burn Gorman : Consul
- Víctor Clavijo : Journaliste espagnol
- Natalia Álvarez-Bilbao : María
- Markus Oberhauser : Capitaine
- David Mora : Soldat marxiste
- Elena Irureta : Begoña
- Darío Paso : Enseignant
- Richard Sahagún : Soldat
- Pere Brasóː Maire de Gernika
- Maitane San Nicolás : Infirmière
- Jon Ariño : Osaba Jorge
- Ander Pardo :
- Pedro Cebrino : Officiel
- Elena Sáenz :
- Paule Barcenilla : Infirmière
- Ibon Pérez : Soldat